# Trumpinnefingrar
Trumpinnefingrar, Hippokrates fingrar, eller digiti hippocrati är en deformation av fingrarna och nageln och är ett symtom på en rad olika sjukdomar, men framförallt hjärt- och lungsjukdom. Tillståndet kan även vara idiopatiskt. Hippokrates var förmodligen den första som kom på att tillståndet var ett tecken på sjukdom, och därför kallas ibland trumpinnefingrar för Hippokrates fingrar.

## Symptom
Trumpinnefingrar utvecklas i fem steg:
1. Fluktuation och mjukning av nagelroten (ökad ballotemang)
2. Förlust av den normala <165° vinkeln ("Lovibonds vinkel") mellan nagelroten och cuticula.
3. Ökad konvexitet av nageln.
4. Förtjockning av hela distala delen av fingret, vilket gör fingret likt en trumpinne.
5. Glansigt utseende och strimmighet (striae) på nagel och hud.

Schamroths test eller Schamroths fönstertest (ursprungligen genomfört på sig själv av sydafrikanske kardiologen Dr. Leo Schamroth) är ett vanligt diagnostiskt test för trumpinnefingrar. Då de distala phalangerna (benen längst ute i fingertopparna) på båda händerna placeras mot varandra rygg mot rygg, kan man ofta se ett litet diamantformat fönster vid nagelroten.

## Diagnos
Om en patient uppvisar trumpinnefingrar, letar en läkare efter dess orsak. Uppmärksamheten är oftast riktad till lunga, hjärta och gastrointestinala tillstånd. Oftast röntgas patienten.

## Associerade sjukdomar

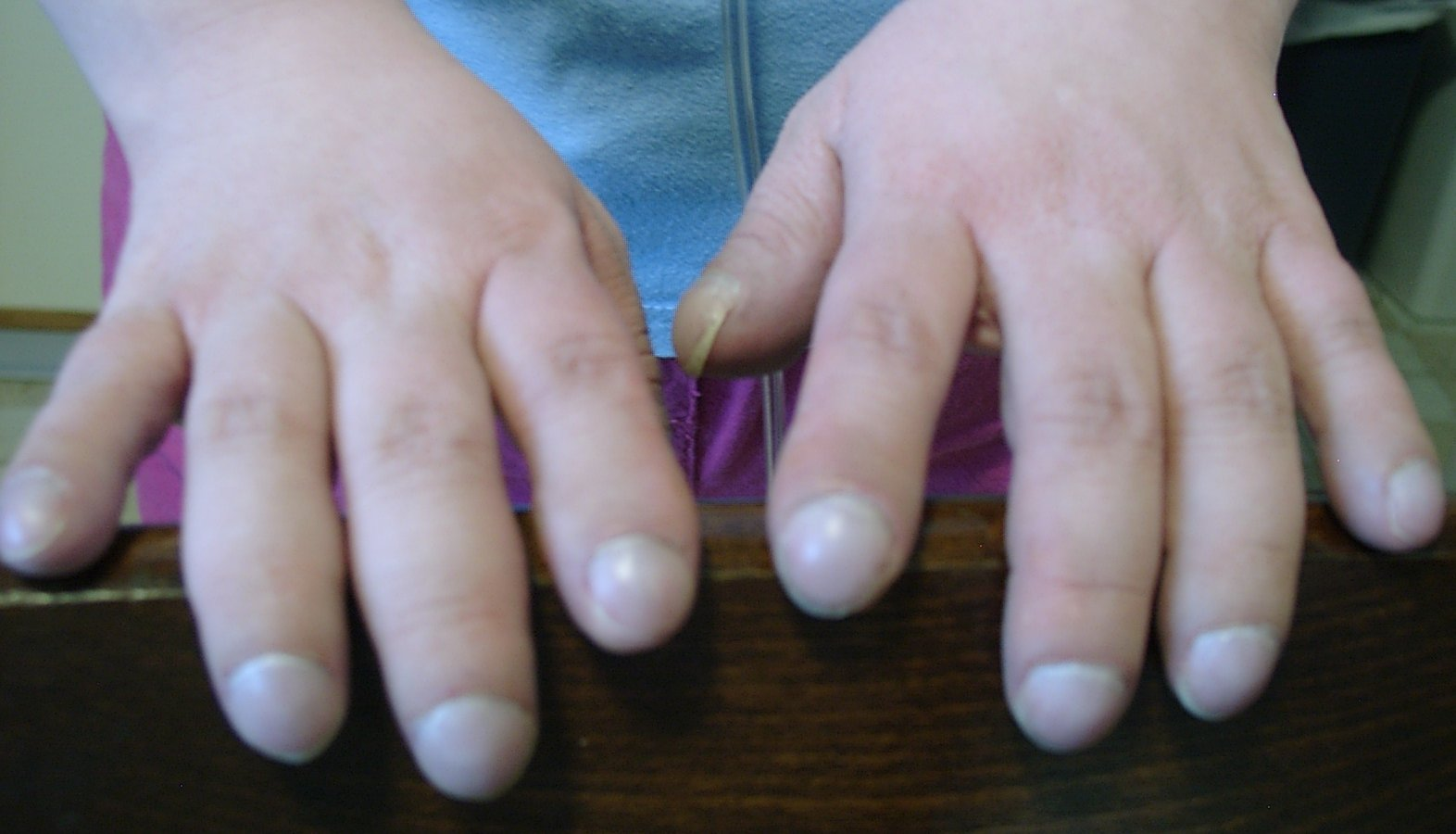
Trumpinnefingrar hos en 33-årig kvinna med pulmonell hypertension.

Många sjukdomar anses vara förknippade med trumpinnefingrar men exakt vilka och hur ofta (incidens) är dåligt kartlagt.
Trumpinnefingrar är associerat med:
- Lungsjukdom:
  - Lungcancer[3]
  - Interstitiell lungsjukdom
  - Tuberkulos
  - Varbildande lungsjukdom: lungabscess, empyem, bronkiektasi, cystisk fibros
  - Pulmonell hypertension
  - Mesoteliom
  - Trumpinnefingrar är inte specifikt för förknippas med kronisk obstruktiv lungsjukdom (KOL). Om en KOL-patient uppvisar trumpinnefingrar ska man istället leta efter underliggande lungcancer.
- Hjärtsjukdom:
  - Sjukdom som ger kronisk hypoxi.
  - Kongenital (medfödd) cyanotisk hjärtsjukdom. Detta är den vanligaste hjärtorsaken till symptomet.
  - Subakut bakteriell endokardit
  - Myxom.
- Gastrointestinal och leversjukdom:
  - Malabsorption.
  - Crohns sjukdom och ulcerös colit.
  - Cirros, framförallt primär biliär cirros[4]
- Andra orsaker:
  - Giftstruma [5]
  - "Pseudotrumpinnefingrar" (Människor med afrikanskt ursprung kan ha trumpinneliknande fingrar i normaltillstånd)
  - Vaskulära anomalier i den berörda armen, till exempel axillär artäraneurysm (i detta fall ses bara symptomen endast på en hand).